# Pieter Goemans
Pieter Willem Goemans (Constantinopel, 6 juni 1925 – Amstelveen, 8 juli 2000) was een Nederlands componist en tekstschrijver. Hij heeft in 1949 onder het pseudoniem Peter Shott (zijn verengelste voornaam en de familienaam van zijn moeder Gladys Gertrude Shott) het door velen vertolkte lied "Aan de Amsterdamse grachten" (The Canals of Amsterdam) geschreven/gecomponeerd. Een arrangement (voor bijvoorbeeld piano) is gemaakt door Dick Schallies. Met dit lied wordt ieder jaar in een steeds andere exuberante bewerking het Prinsengrachtconcert afgesloten. Verder schreef hij tekst en muziek van "Je denkt aan mij", dat onder meer werd vertolkt door de cabaretière Lenette van Dongen.
Een ander, in de jaren zestig en zeventig op elke zondagochtend te horen nummer dat geschreven werd door Goemans, was "Bach Bijvoorbeeld". Dit nummer werd geproduceerd door Willem Duys en gebruikt als openingstune voor diens programma Muziekmozaïek. Het lied werd vertolkt door Shirley Zwerus.
In de jaren zestig was Pieter Goemans een van de vaste tekstschrijvers voor Corry Brokken. Hij vertaalde veel bekend en onbekend buitenlands repertoire voor haar (onder andere het van Barbra Streisand bekende "People"). Zij bracht deze liedteksten in haar zeer goed bekeken televisieshows en nam ze voor de plaat op.
Goemans schreef ook deels de teksten voor de laatste lp 'Er zit een vogelnestje op m'n kop' van het typetje Dorus (Tom Manders).

## Songfestivalliedjes (selectie)
- Speeldoos (1963, Annie Palmen)
- Geweldig (1965, Ronnie Tober)
- Ploem ploem jenka (1965, Trea Dobbs)
- Graag of niet (1966, Milly Scott)
- Annemarie (1968, René Frank)
- Waterman (1970, Hearts of soul)

## Familie
Goemans was zoon van de eerder genoemde Gladys Gertrude Shott (overleden 1955)  en diplomaat Henderik Goemans (overleden 1967), die tijdelijk in Constantinopel was gevestigd; later volgde nog Marokko. Pieter Goemans was tussen 1953 en 1963 (echtscheiding) en 1969 en 1976 (opnieuw echtscheiding) getrouwd met Wilhelmina Clara Wichmann. Dochter Ida Goemans (1954) kreeg een dansopleiding aan het Haags Conservatorium, danste bij Het Nationale Ballet, was soms fotomodel en speelde naast Sylvia Kristel in Because of the Cats. Alle activiteiten maakten plaats voor een studie Engels, ze wilde vertaalster worden; ze verdween daarmee compleet uit beeld.  Zoon Henk Erich Goemans (1957) werd filosoof en politicoloog in de Verenigde Staten.
Amsterdam eerde de componist in 2007/2008 door een brug over de Leidsegracht naar hem te vernoemen; deze heet sindsdien Pieter Goemansbrug. 
- Digitale Bibliotheek voor de Nederlandse Letteren: goem008
- Gemeinsame Normdatei: 1066463808
- International Standard Name Identifier: 0000 0003 9264 4892
- MusicBrainz: d388f88c-dea6-4d57-a709-cf724cfc2d54
- Nederlandse Thesaurus van Auteursnamen: 068874219
- Virtual International Authority File: 286783193
- WorldCat: E39PBJmDfC3H46Xf4q4FMbTGpP